# George Everest
Pour les articles homonymes, voir Everest (homonymie).
Sir George Everest (né le 4 juillet 1790 à Crickhowell au Pays de Galles et mort le 1er décembre 1866 à Londres) est un géographe britannique, arpenteur général des Indes Britanniques (Surveyor-General of India) de 1830 à 1843.
Il est en grande partie responsable de la triangulation des Indes, entamée cependant par William Lambton en 1802, une tâche qui dura plusieurs décennies. L’Everest fut étudié, en 1852, sous son successeur Andrew Waugh et c'est alors qu'après calcul de la hauteur de son sommet, il fut établi comme la plus haute montagne du monde, grâce aux méthodes utilisées par Sir George Everest. Il est renommé, en 1865, en l'honneur de Sir George Everest.

## Biographie
Everest naît au manoir de Gwernvale près de Crickhowell, dans le comté de Powys, au Pays de Galles. Il est élève à l'académie militaire de Woolwich, y montrant des dons pour les mathématiques. En 1806, il se rend aux Indes comme cadet de l'artillerie du Bengale. Il est alors sélectionné par Stamford Raffles pour participer à la reconnaissance de Java de 1814 à 1816. 
En 1818, il est nommé comme assistant du colonel Lambton, qui avait commencé, en 1806, la triangulation du sous-continent. En 1823, à la mort du colonel, il le remplace au poste de directeur du Service géodésique des Indes, et en 1830 il est nommé surveyor-general of India. Everest prend sa retraite en 1843 et retourne alors en Angleterre, où il devient fellow de la Royal Society. 
Anobli en 1861, il est choisi l'année suivante comme vice-président de la Royal Geographical Society. Il meurt à Greenwich en 1866 et est inhumé dans l'église St Andrews, à Hove près de Brighton.

## Famille
George Everest est l'oncle de la mathématicienne Mary Everest Boole, épouse du mathématicien George Boole et mère de l'auteur Ethel Lilian Voynich.

## Sources et bibliographie
- (en) John Keay, The Great Arc, Londres, Harper Collins, 2000 (ISBN 0-00-257062-9)
- (en) Everest : The Man and the Mountain, Caithness, Whittles Publishing, 1999, 306 p. (ISBN 1-870325-72-9)